# 豊前川崎駅
豊前川崎駅（ぶぜんかわさきえき）は、福岡県田川郡川崎町大字川崎にある、九州旅客鉄道（JR九州）日田彦山線の駅である。
川崎町の中心駅。かつては上山田線と接続していた。

## 歴史
- 1899年（明治32年）7月10日：豊州鉄道の川崎駅（かわさきえき）として後藤寺 - 当駅間開業時に終着駅として開設[1][2]。
- 1901年（明治34年）9月3日：九州鉄道が買収[3]。
- 1907年（明治40年）7月1日：国有化[4]。
- 1945年（昭和20年）5月1日：豊前川崎駅（ぶぜんかわさきえき）に改称[1][2]。
- 1966年（昭和41年）3月10日：上山田線が当駅まで開通し同線全通[2]。
- 1984年（昭和59年）2月15日：駅員無配置駅となる[5]。
- 1987年（昭和62年）4月1日：国鉄分割民営化によりJR九州が承継[6]。
- 1988年（昭和63年）9月1日：上山田線が全線廃止となる[1][2]。
- 2000年（平成12年）9月：現駅舎竣工・交換設備撤去[1]。

## 駅構造
単式ホーム1面1線を有する地上駅である。かつては上山田線と接続していたこともあり単式ホーム1面1線、島式ホーム1面2線の2面3線構造であったが、2000年に駅周辺の道路改良のため駅構内を縮小し、旧3番線を使用した1面1線となった。また同時期に現駅舎が竣功している。
簡易委託駅で、きっぷうりば（営業時間 6:55 - 17:35）が設置されている。

## 駅周辺
日田彦山線は川崎町の中心市街地近くを通っているが、当駅は中心市街地からやや南東へ外れた場所に立地している。
- 川崎町役場
- 田川警察署川崎警部交番
- 川崎幼稚園
- 浄土真宗本願寺派 西光寺
- 田川農業協同組合川崎支所
- 浄土真宗本願寺派 法照寺
- 田川構内タクシー川崎営業所
- 川崎町立川崎小学校
- 川崎町立川崎東小学校
- 田川警察署川崎駅前警察官連絡所
- パビルスホール（図書館）
- 食彩館 川崎店
- 須佐神社（現在熊本地震の影響で本殿が倒壊、立ち入り禁止になっている）
- 福岡銀行川崎支店
- 川崎本町簡易郵便局
- 豊前川崎郵便局
- 福岡県道95号添田赤池線
- 福岡県道67号田川桑野線
- 福岡県道422号川崎大行事線
- 藤江氏魚楽園（タクシー15分）

### バス路線
ふれあいバス 「川崎駅前」バス停あり。また、駅の裏手から丸山川を挟んで川向こうにある県道95号線上の西鉄バス筑豊「丸山町」バス停が最寄り。川崎町中心部・田川市（後藤寺バスセンター）・添田町方面に運行している。

## 隣の駅
九州旅客鉄道（JR九州）
■日田彦山線
■快速（上り1本のみ運転）・■普通
池尻駅 - 豊前川崎駅 - 西添田駅

### かつて存在した路線
九州旅客鉄道（JR九州）
上山田線
東川崎駅 - 豊前川崎駅